# G. O. Mebes
G. O. Mebes (Gregory Ottonovich Mëbes, 1868 (Riga, Letônia) - 1930 (Ust-Sysolsk, Rússia)), foi um líder da Maçonaria russa, bem como do Martinismo e da Rosacruz. Mebes também fundou e dirigiu a "Escola Iniciática do Esoterismo Ocidental". Em sua vida externa, ocupou a posição de professor de francês e de matemática em duas das melhores escolas em São Petersburgo. Ele tinha um bom reconhecimento entre os membros da sociedade, na capital russa. No entanto, muito poucos sabiam de sua Escola. Somente aqueles que foram convidados por ele eram autorizados a entrar em sua escola esotérica.

## Escola Iniciática do Esoterismo Ocidental
A Escola tinha uma "círculo externo', com a presença de todos os seus estudantes, e um grupo interno, formado de acordo com o nível evolutivo dos discípulos, as suas aspirações individuais e capacidades. Em 1912, prevendo, talvez, a tempestade prestes a atingir a Rússia, G. O. Mebes concordou que os seus discípulos publicassem as lições sobre os 22 Arcanos Maiores do Tarô. O livro foi publicado sob o título de Enciclopédia do Ocultismo, o que se justifica pois os arcanos, que são facetas da Verdade, encerram a gama total do ocultismo. Os mesmos abrangem a totalidade da vida da nossa humanidade atual, decaída. Somente pelo nosso próprio esforço podemos ultrapassar esse círculo limitador e entrar no campo dos Arcanos Menores, regentes da humanidade primordial, não decaída.
No final de 1917, quando o novo regime soviético começou a perseguir as religiões e os grupos espiritualistas, a escola de G. O. Mebes tornou-se clandestina, mas seu trabalho não foi encerrado. Em 1926, devido à imprudência de um dos seus alunos, a Escola e o domicílio de seus membros foram invadidos pelas autoridades soviéticas (KGB), seus documentos destruídos e aqueles que estavam ligados à Escola foram presos. G. O. Mebes foi deportado para um gulag nas ilhas Solovetsk, no Mar Branco, na sub-região do Ártico. Ele morreu alguns anos mais tarde.

## Legado
Em 1937, a Enciclopédia foi considerada como um clássico do ocultismo, sendo novamente publicada, desta vez em Xangai, China. Antes, na segunda década do século XX, em Tallinn, na Estônia, a teósofa russa Catarina Sreznewska-Zelenzeff, que estava pronta para deixar a Europa e mudar-se para o Brasil, recebeu de sua amiga, Nina Rudnikoff, discípula de G. O. Mebes, um material precioso sobre os Arcanos Menores do Tarô. Nina, escapando da Rússia, salvou todas as suas notas tomadas durante os seus estudos na Escola. Tendo sabido que Catarina ia viajar para o Brasil, Nina lhe deu as notas das lições que havia sido ministradas por Mebes para o círculo interno da Escola. Ela também pediu-lhe para transferir suas notas "a alguém digno", pedindo-lhe que as levasse com ela e, eventualmente, transferisse o material para outra pessoa "digna" para que as aulas pudessem ser preservadas.
Anos mais tarde, no Brasil, em uma estranha coincidência, Catarina se reuniu com Nadia, viúva de Gabriel Iellatchitch, outro discípulo e amigo de Mebes. Ambas as senhoras, decidiram viver juntas. Logo depois, o irmão de Nadia, Alexandre Nikitin-Nevelskoy, que tinha um profundo conhecimento do esoterismo e também era um seguidor da Escola de Mebes, veio do Chile para viver com elas. Ao colocar suas notas juntas e com a ajuda das duas senhoras, Alexandre restabeleceu o curso dos Arcanos Menores do Tarô em sua totalidade. Deste modo, o desejo de Nina tornou-se realidade, pois o material estava seguro e não apenas transmitido para "alguém digno", mas também organizado por alguém competente, que pertencia à mesma egrégora. Isso permitiu que a obra fosse traduzida para o português.
A Enciclopédia foi traduzida para o português por Marta Pécher, que ficou profundamente impressionada com o conteúdo do livro. Ela também tentou estabelecer contato com velhos discípulos de Mebes, e, finalmente, soube que um dos discípulos diretos morreu no Chile. Com alguma ajuda, ela começou a tradução para o português e publicou o livro, sob o título Os Arcanos Maiores do Tarô. Este livro foi publicado pela Editora Pensamento, no Brasil. Seguindo o simbolismo, é explicado como as cartas de tarô foram criadas, a partir do conhecimento de Mebes sobre a Cabala, bem como o significado numérico de todos os arcanos. Marta Pécher também traduziu o livro Os Arcanos Menores do Tarô, publicado pela Editora Pensamento.

## Influências
O trabalho de Mebes influenciou o escritor Mouni Sadhu, que admitiu que seu livro O Tarô foi baseado na obra de Mebes. Existe também o livro Meditações sobre os 22 Arcanos Maiores do Tarot publicado anonimamente mas que já se sabe a autoria : Valentin Tomberg outro iniciado de G O Mebes.